# Mahmud Shihab ad-din al-Alusi
Mahmud Shihab ad-din al-Alusi, född 1802, död 1854, var en irakisk författare.
Bland al-Alusis verk märks reseskildringar, språkvetenskapliga och religiösa arbeten. Men känd blev han dock för en samling om fem dramatiska anekdoter på konstprosa.